# Fultura superior
Fultura superior – górna fultura samczych narządów genitalnych u motyli.
Fultura superior stanowi zesklerotyzowany lub błoniasty grzbietowy obszar diafragmy, znajdujący się nad edeagusem. Fultura ta ustawiona jest pionowo, występuje rzadziej niż fultura inferior i położona jest pomiędzy prąciem, a gnatos. Przybiera ona niekiedy postać poprzecznej przepaski zwanej zawieszką (transitilla). Fultura superior obejmuje również grzbietową część anellusa.